# Guaramirim
Guaramirim is een gemeente in de Braziliaanse deelstaat Santa Catarina. De gemeente telt 31.910 inwoners (schatting 2009).